# Leptochilus sewerzowi
Leptochilus sewerzowi är en stekelart som först beskrevs av Kostylev 1940.  Leptochilus sewerzowi ingår i släktet Leptochilus och familjen Eumenidae. Inga underarter finns listade i Catalogue of Life.